# Juliane Robraová
Juliane Robra, (* 8. ledna 1983 Herdecke, Německo) je reprezentantka Švýcarska v judu.

## Sportovní kariéra
S judem začala v rodném městě v Německu. V 11 letech se s rodiči přestěhovala do Ženevy ve Švýcarsku, občanství obdržela v roce 2002. V Ženevě se judu věnovala v klubu Shung Do Kwan pod vedením Dirka Radszata. Do Švýcarské reprezentace se dostala po ukončení vysoké školy a v prvních letech dosahovala průměrných výsledků. Zlepšené výsledky se dostavily až s přestupem do střední váhy, které nakonec znamenaly dostatek bodů pro kvalifikaci na olympijské hry v Londýně v roce 2012. V Londýně nepatřila mezi kandidátky na medaili a podle předpokladů vypadla v prvním kole.

## Výsledky
| Olympijské hry     |    |     |     | —   |    |    |     | úč. |    |     |  |  |  |  |  |  |  |  |  |  |  |
| Mistrovství světa  | —  |     | úč. |     | 7. | —  | úč. |     | —  | úč. |  |  |  |  |  |  |  |  |  |  |  |
| Mistrovství Evropy | —  | úč. | úč. | úč. | —  | 3. | úč. | 3.  | 5. | 7.  |  |  |  |  |  |  |  |  |  |  |  |
| ME do 23 let       | 2. |     |     |     |    |    |     |     |    |     |  |  |  |  |  |  |  |  |  |  |  |